# Винчан
Винчан (на албански: Vinçan или Vinçani) е село в Албания, част от Община Корча, област Корча.

## География
Селото е разположено на 7 километра западно от град Корча.

## История
В 15 век във Винчани са отбелязани поименно 85 глави на домакинства. Селото се споменава в османски дефтер от 1530 година под името Винчани, спахийски зиамет и тимар, с 28 ханета мюсюлмани, 8 мюсюлмани ергени, 93 ханета гяури, 26 ергени гяури и 2 вдовици гяурки.
До 2015 година е част от община Воскоп.